# Gruta do Tubarão
A Gruta do Tubarão é uma gruta portuguesa localizada na freguesia da Candelária, concelho da Madalena do Pico, ilha do Pico, arquipélago dos Açores.
Esta cavidade apresenta uma geomorfologia de origem vulcânica em forma de tubo de lava localizado em encosta. Esta estrutura geológica apresenta um comprimento de 150 m.